# Lijst van rijksmonumenten in Uithoorn
De gemeente Uithoorn telt 12 inschrijvingen in het rijksmonumentenregister. Hieronder een overzicht. 

## De Kwakel
De plaats De Kwakel telt 6 inschrijvingen in het rijksmonumentenregister.
| Object                                             | Oorspronkelijke functie? | Bouwjaar | Architect | Locatie          | Coördinaten?                  | Nr.?   | Afbeelding                                |
| -------------------------------------------------- | ------------------------ | -------- | --------- | ---------------- | ----------------------------- | ------ | ----------------------------------------- |
| Nooit Gedacht: langhuisboerderij                   | Boerderij                | 1901     |           | Boterdijk 77     | 52° 14' 19" NB, 4° 48' 34" OL | 506498 | Nooit Gedacht: langhuisboerderij          |
| Nooit Gedacht: stalgebouw                          | Boerderij                | 1901     |           | Boterdijk bij 77 | 52° 14' 18" NB, 4° 48' 34" OL | 506500 | Meer afbeeldingen                         |
| Leeuwarden: langhuisboerdij met zomerhuis          | Boerderij                | 1894     |           | Boterdijk 91     | 52° 14' 22" NB, 4° 48' 24" OL | 506502 | Leeuwarden: langhuisboerdij met zomerhuis |
| Leeuwarden: voormalige wagenschuur met paardenstal | Boerderij                | 1894     |           | Boterdijk bij 91 | 52° 14' 2" NB, 4° 48' 5" OL   | 506503 | Upload foto                               |
| Leeuwarden: hek                                    | Erfscheiding             | 1894     |           | Boterdijk bij 91 | 52° 14' 2" NB, 4° 48' 5" OL   | 506504 | Leeuwarden: hek                           |

## Uithoorn
De plaats Uithoorn telt 6 inschrijvingen in het rijksmonumentenregister.
| Object                           | Oorspronkelijke functie? | Bouwjaar  | Architect | Locatie               | Coördinaten?                  | Nr.?   | Afbeelding        |
| -------------------------------- | ------------------------ | --------- | --------- | --------------------- | ----------------------------- | ------ | ----------------- |
| Thamerkerk                       | Kerk en kerkonderdeel    | 1834-1835 |           | Amsteldijk-Noord 1    | 52° 14' 10" NB, 4° 50' 23" OL | 35861  | Meer afbeeldingen |
| Station Uithoorn: stationsgebouw | Transport                | 1911      |           | Stationsstraat 41     | 52° 14' 5" NB, 4° 50' 5" OL   | 506506 | Meer afbeeldingen |
| Station Uithoorn: perron         | Transport                | 1911      |           | Stationsstraat bij 41 | 52° 14' 5" NB, 4° 50' 5" OL   | 506507 | Upload foto       |
| Station Uithoorn: toiletgebouw   | Straatmeubilair          | 1911      |           | Stationsstraat bij 41 | 52° 14' 5" NB, 4° 50' 5" OL   | 506508 | Meer afbeeldingen |
| Vrijstaand woonhuis Sjalom       | Woonhuis                 | 1851      |           | Dorpsstraat 36A       | 52° 13' 58" NB, 4° 49' 54" OL | 506509 | Meer afbeeldingen |
| Stalen spoorbrug                 | Brug                     | 1912      |           | Amstel-Drechtkanaal   | 52° 14' 4" NB, 4° 50' 8" OL   | 506510 | Stalen spoorbrug  |

Aalsmeer ·
Alkmaar ·
Amstelveen ·
Amsterdam ·
Bergen ·
Beverwijk ·
Blaricum ·
Bloemendaal ·
Castricum ·
Den Helder ·
Diemen ·
Dijk en Waard ·
Drechterland ·
Edam-Volendam ·
Enkhuizen ·
Gooise Meren ·
Haarlem ·
Haarlemmermeer ·
Heemskerk ·
Heemstede ·
Heiloo ·
Hilversum ·
Hollands Kroon ·
Hoorn ·
Huizen ·
Koggenland ·
Landsmeer ·
Laren ·
Medemblik ·
Oostzaan ·
Opmeer ·
Ouder-Amstel ·
Purmerend ·
Schagen ·
Stede Broec ·
Texel ·
Uitgeest ·
Uithoorn ·
Velsen ·
Waterland ·
Wijdemeren ·
Wormerland ·
Zaanstad ·
Zandvoort